# Affaiblissement de propagation
L’affaiblissement de propagation, aussi connu comme affaiblissement de parcours ou par son nom anglais de path loss, caractérise l'affaiblissement que subit la puissance d'une onde électromagnétique lorsqu'elle parcourt une certaine distance. Cet affaiblissement est dû à la dispersion de la puissance, mais également aux obstacles rencontrés sur le chemin : édifices, montagnes, précipitations et autres, bloquant, dispersant, réfléchissant ou réfractant le signal.

## Principe

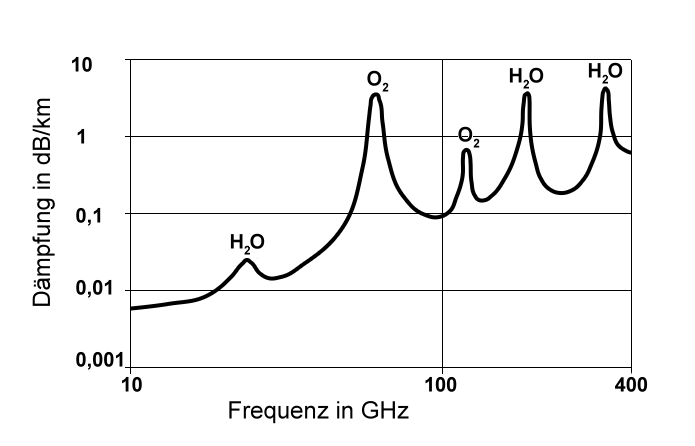
Diagramme d'atténuation d'un signal radio dans l'atmosphère terrestre selon la fréquence. Cet affaiblissement est généralement négligeable par rapport à celui lié à la distance, sauf pour les fréquences correspondant aux raies d’absorption.

Il est souvent possible de calculer cet affaiblissement de manière assez précise, mais cela suppose de connaître parfaitement la géométrie du lieu de parcours mais aussi l'état de l’atmosphère traversée, ce qui n'est pas toujours possible. Il faut donc avoir recours à des modèles dont notamment le modèle de l'exposant, qui stipule que l'affaiblissement est proportionnel à {\displaystyle d^{n}}, où {\displaystyle d} représente la distance et {\displaystyle n} un paramètre variant suivant la géométrie des lieux. Dans le cas des communications sans-fil par onde radio, {\displaystyle n} est compris entre 2 et 6 et, en extérieur, est généralement proche de 2 (loi en carré inverse).
L'affaiblissement de la puissance du signal (en dB) peut donc être calculé en utilisant la formule :
{\displaystyle {P_{dB}=10n\log _{10}(d)+\left[-10\log _{10}(K)+10b\log _{10}(f)\right]\qquad {\begin{cases}P{\text{ est la perte en décibel}}\\n{\text{ est l'exposant d'affaiblissement}}\\d{\text{ est la distance entre l'émetteur et le récepteur}}\\K{\text{ et }}b{\text{ dépendent des effets comme l'absorption du milieu}}\\f{\text{ est la fréquence utilisée}}\end{cases}}}}
Le terme entre crochets peut être considéré dans les cas les plus simples comme une constante.